# María Conchita Alonso
María Conchita Alonso est une actrice, chanteuse et productrice cubano-vénézuélo-américaine, née le 29 juin 1957 à Cienfuegos (Cuba).
Elle est naturalisée citoyenne des États-Unis en 2007.

## Biographie

### Jeunesse, enfance et débuts
Fille de Ricardo Alonso et de María Conchita Bustillo, María Concepción Alonso Bustillo est née à Cienfuegos, à Cuba où elle vécut avant de déménager, à 5 ans, au Venezuela avec ses parents.

### Parcours
Elle fit ses premiers pas dans le show-business quand elle fut couronnée Miss Teenager Of The World en 1971 et fut première finaliste au Miss Venezuela en 1975. La même année, elle fut une finaliste de l'élection de Miss Monde dont la gagnante était la portoricaine, Wilnelia Merced Cruz. Alonso devint ensuite et rapidement, une actrice de feuilletons à succès au Venezuela.

## Carrière

### Chanteuse
Elle commença sa carrière de chanteuse en 1979, dans le groupe Ámbar et comme actrice solo, en 1982, en réalisant l'album Dangerous Rhythm. En 1983 elle est présente dans la bande originale de Scarface avec le titre "Vamos a bailar". Comme ses deux albums furent enregistrés en anglais, elle devint, en 1984, la star des étudiants avec son album Maria Conchita grâce auquel elle reçut le Grammy Award de la meilleure artiste latino-américaine en 1985.

### Actrice
Elle commença ses débuts à Hollywood, en 1984 dans le film Moscou à New York avec Robin Williams et est aussi apparue dans des films comme Running Man, Predator 2, La Maison aux esprits, Colors et participa à la version américaine de l'émission de télé-réalité Je suis une célébrité, sortez-moi de là ! grâce à laquelle elle put donner 20 000 dollars à US Humane Society, Global Medical Relief Fund et à Venezuela sans frontières. Elle est également la première actrice latino-américaine à jouer dans une production de Broadway, en 1995, incarnant Aurora dans Le Baiser de la femme araignée. Elle a joué dans le film romantique The Last Guy on Earth. Dans la série Desperate Housewives, elle a interprété Lucía, la mère de Gabrielle Solis.

## Filmographie

### Actrice
- 1979 : Solon
- 1979 : Estefanía (série télévisée) : Silvana Cataldo
- 1979 : Mabel Valdez, periodista (série télévisée)
- 1980 : Natalia de 8 a 9 (série télévisée) : Mariana Brito
- 1980 : Mi hijo Gabriel (série télévisée)
- 1981 : Angelito (série télévisée)
- 1981 : El Esposo de Anaís (série télévisée)
- 1981 : Luz Marina (série télévisée) : Luz Marina
- 1981 : Marielena (série télévisée) : Marielena
- 1982 : Claudia (série télévisée) : Claudia
- 1984 : Nacho (série télévisée)
- 1984 : Moscou à New York (Moscow on the Hudson) de Paul Mazursky : Lucia Lombardo
- 1984 : New York, deux heures du matin (Fear City) d'Abel Ferrara : Silver
- 1986 : Un sacré bordel (A Fine Mess) de Blake Edwards : Claudia Pazzo
- 1986 : Il Cugino americano : Caterina Ammirati
- 1986 : Touch and Go : Denise DeLeon
- 1987 : Extrême préjudice de Walter Hill : Sarita Cisneros
- 1987 : Running Man (The Running Man) de Paul Michael Glaser : Amber Mendez
- 1988 : Con el corazón en la mano
- 1988 : Colors de Dennis Hopper : Louisa Gomez
- 1989 : Embrasse-moi, vampire (Vampire's Kiss) de Robert Bierman : Alva Restrepo
- 1989 : One of the Boys (série télévisée) : Maria Conchita Navarro (1989)
- 1990 : Predator 2 de Stephen Hopkins : Leona Cantrell
- 1991 : Cuerpos clandestinos (TV) : Claudia
- 1991 : McBain de James Glickenhaus : Christina
- 1992 : Jeux d'influence (en) (Teamster Boss: The Jackie Presser Story) (TV) : Carmen
- 1993 : Roosters de Robert Milton Young : Chata
- 1993 : La Maison aux esprits (The House of the Spirits) de Bille August : Tránsito Soto
- 1994 : Alejandra (en) (série télévisée) : Alejandra
- 1994 : Texas (vidéo) : Lucia
- 1994 : MacShayne: The Final Roll of the Dice (TV) : Cindy Evans
- 1996 : Caught : Betty
- 1996 : For Which He Stands : Theresa Rochetti
- 1996 : Détournement du bus CX-17 (TV) de Paul Schneider : Marta Caldwell
- 1997 : Catherine's Grove : Charley Vasquez
- 1997 : La Cible témoin (Acts of Betrayal) : Eva Ramirez
- 1997 : Fx, effet spéciaux (série TV) : Elena Serano
- 1998 : Exposé de Daphna Edwards : Nancy Drake
- 1998 : Cœur de pierre (Blackheart) de Dominic Shiach : Annette
- 1998 : El Grito en el cielo : Miranda Vega
- 1998 : Au-delà du réel - l'aventure continue (The outer limits) saison 4 épisode 11 "Le vaccin" (The vaccine) : Marie Alexander
- 1998 : Corruption (My Husband's Secret Life) (TV) : Toni Diaz
- 1998 : une nounou d'enfer saison 5 épisode 19 (immaculée conception) : Conception Sheffield
- 1999 : Dillinger in Paradise : Lola
- 2000 : Priorité absolue (Chain of Command) : Vice Président Gloria Valdez
- 2000 : Knockout : Carmen Alvarado
- 2000 : Les Yeux de la mort (A Vision of Murder: The Story of Donielle) (TV) : Gloria
- 2000 : Best Actress (TV) : Maria Katarina Caldone
- 2000 : High Noon (TV) : Helen Ramirez
- 2000 : The Princess & the Barrio Boy (TV) : Minerva Rojas
- 2001 : Code meurtrier (The Code Conspiracy) : Rachel
- 2001 : Birth of Babylon : Lupe Velez
- 2002 : Blind Heat : Adrianna Scott
- 2002 : Heart of America d'Uwe Boll : Mrs. Jones
- 2003 : The Company You Keep de Konstandino Kalarytis : Vera
- 2003 : Kingpin (feuilleton TV) : Ariela
- 2003 : Bomba Latina (Chasing Papi) : Maria
- 2003 : Newton's Law
- 2005 : English as a Second Language : Consuelo Sara
- 2005 : Smoke : Aurora Avila
- 2006 : Material Girls de Martha Coolidge : Inez
- 2006 : Desperate Housewives, saison 2, épisode 15 Thank you so much de David Grossman : Lucia (1 épisode)
- 2007 : The Dead One de Brian Cox : Sister Rosa
- 2009 : Toy Boy de David Mackenzie : Ingrid
- 2009 : Croqueuse d'hommes (Maneater) (TV) de Timothy Busfield : Alexandra Alpert
- 2011 : Without Men de Gabriela Tagliavini : Lucrecia
- 2013 : The Lords of Salem de Rob Zombie : Alice Matthias
- 2013 : Return to Babylon d'Alex Monty Canawati : Lupe Vélez
- 2015 : November Rule : Mme Luisa
- 2015 : The Secret of Joy : Lady Elisabeth (court métrage)
- 2017 : The Portrait's Secret : Présidente Monténégro
- 2017 : Spody Gets His Gunz

- 2024 : Kill 'Em All 2 de Valeri Milev

### Productrice
- 2002 : Blind Heat
- 2013 : Return to Babylon

## Téléréalité
Elle est candidate au jeu de téléréalité américain I'm a Celebrity... Get Me Out of Here ! .